# 阿布·雅各布·优素福
阿布·雅各布·优素福（阿拉伯语：‎；1135年—1184年10月14日），又称优素福一世，穆瓦希德王朝哈里发，1163年至1184年在位。
塞维利亚的吉拉达钟楼、塞维利亚王宫以及瓜代拉堡的要塞都是阿布·雅各布·优素福下令修建的。

## 生平
优素福是穆瓦希德首位哈里发阿卜杜勒·慕敏之子，母亲是马斯穆达柏柏尔人，外祖父是伊本·图马特的信众之一。优素福在1163年即位。优素福也是一位宗教学者，遵奉扎希丽派法学，据称会熟练背诵布哈里圣训和穆斯林圣训实录。优素福在宫廷内募集了一批学术名人，哲学家伊本·图费勒（Ibn Tufail）和伊本·鲁世德都曾在其宫廷中任职，通才伊本·马达厄（Ibn Maḍāʾ）担任其首席法官。优素福在帝国境内推行基于伊本·图马特的宗教改革政策，查禁不符合扎希丽派教义的文献，其子曼苏尔即位后将之集中烧毁。
1170年，优素福进军伊比利亚半岛，征服了安达卢斯，攻占巴伦西亚和加泰罗尼亚，在当地展开掠夺。翌年，他在塞维利亚宣告成为安达卢斯的统治者。
1184年，阿布·雅各布·优素福在围攻葡萄牙圣塔伦期间负伤，在返回塞维利亚途中死亡。其遗体葬于丁梅尔。